# Li Ching
Li Ching (Doumen, 7 de março de 1975) é um ex-mesa-tenista de Hong Kong. 

## Carreira
Li Ching representou seu país nos Jogos Olímpicos de 2004 e 2008, na qual conquistou a medalha de prata em duplas. 